# Une histoire banale
Pour plus de détails, voir Fiche technique et Distribution.
Une histoire banale est un film dramatique français réalisé par Audrey Estrougo sorti en 2014.

## Synopsis
Jeune femme de 30 ans, Nathalie a une vie active simple et agréable, travaillant dans le domaine de la santé, sortant souvent entre amis et collègues de boulot. Joyeuse, rêveuse, amoureuse, elle se prépare à emménager bientôt avec son fiancé. Mais un soir, tout va basculer en quelques minutes à la suite de son viol par un collègue de travail. Une histoire banale, mais qui va laisser des traces en bouleversant sa vie jusqu'au bord de la destruction. Elle va finalement porter plainte et se reconstruire.

## Fiche technique
- Titre : Une histoire banale
- Réalisation : Audrey Estrougo
- Scénario : Audrey Estrougo
- Photographie : Guillaume Schiffman et Julien Malichier
- Montage : Céline Cloarec
- Musique : James "BKS" Edjouma
- Production : Audrey Estrougo et Lauren Grall
- Sociétés de production : Six Onze Films et Les Canards Sauvages
- Société de distribution : Damned Distribution
- Pays d'origine :  France
- Genre : drame
- Durée : 82 minutes
- Dates de sortie :
  -  France : 9 avril 2014

## Distribution
- Marie Denarnaud : Nathalie
- Marie-Sohna Condé : Sohna
- Oumar Diaw : Wilson
- Renaud Astegiani : Damien
- Vincent Londez : Calixte
- Steve Tran : Steve
- Frédéric Duff-Barbé : le lieutenant de police
- Aurore Broutin : une fille dans la rue
- Naidra Ayadi
- Benjamin Siksou
- Nicolas Gob
- Gladys Gambie